# 동제 화엄경변상도 경상
동제 화엄경변상도 경상(銅製 華嚴經變相圖 經床)은 부산광역시 서구 동아대학교 부민캠퍼스에 있는 조선시대의 동(銅)을 주조해서 접합하여 만든 4각 탁자이다. 2012년 10월 30일 부산광역시의 유형문화재 제122호로 지정되었다.

## 개요
동아대학교박물관에서 소장하고 있는 동제 화엄경변상도 경상은 동(銅)을 주조해서 접합하여 만든 4각 탁자로, 천판(天板) 윗면에 고려시대의『대방광불화엄경』변상도(變相圖)를 새긴 독특한 금속제 기물(器物)이다.
전체적인 형태는 4각의 낮은 호족반(虎足盤) 형상과 비슷하며, 천판과 운각, 4개의 동물 모양 다리, 그리고 양쪽 다리를 연결하는 족대 등으로 구성되어 있으며, 양식적으로 볼 때 조선 후기에 제작된 것으로 추정된다. 전체적으로 검은색 혹은 짙은 갈색을 띠고 있으며, 보존 상태는 비교적 좋은 편이다.
조선 후기에 제작된 금속제 경상은 현존하는 예가 매우 드물기 때문에 이 유물은 문화재적 가치가 상당히 클 뿐 아니라, 경상의 천판 상면에 새겨진 화엄경변상도는 해인사에 소장된 고려대장경의 변상도와 구도와 표현 방식이 상당 부분 비슷하여 고려대장경과의 관계도 알 수 있는 중요한 작품이다.
아울러 조선 후기의 금속공예품은 범종(梵鐘)과 반자(半子) 이외에는 남아 전해 오는 종류가 많이 없는 상황에서 이 정도로 조각 솜씨가 정교한 예도 찾아보기 드문 작품으로, 고려대장경 변상도와의 관계 및 뛰어난 주조 솜씨, 독특한 기형, 희소성 등을 두루 지니고 있어 조선 후기 공예사 연구에 중요한 유물이다.

## 참고 자료
- 동제 화엄경변상도 경상 - 국가유산청 국가유산포털